# Ручьевые саламандры
Ручьевые саламандры (лат. Eurycea) — род хвостатых земноводных из семейства безлёгочных саламандр. Насчитывает 27 видов.
Общая длина представителей этого рода варьирует от 5 до 20 см. Голова небольшая. Глаза выпуклые с горизонтальными зрачками. У некоторых видов сохраняются жабры, глаза не совсем развиты. Туловище стройное, хвост довольно длинный, у ряда видов уплощённое. Конечности у большинства представителей рода достаточно развиты, только у некоторых они слабые и тонкие. В основном виды различаются своей окраской. Она достаточно яркая: преобладают жёлтые, оранжевые, красные, оливковые, зелёные, светло-коричневые цвета. Спина обычно покрыта тёмными пятнышками или точечками различной формы и количества. Брюхо в основном однотонное.
Любят пещеры, проточные быстрые реки, ручьи. Отсюда и происходит название этих земноводных. Ведут полуводный образ жизни. Днём прячутся под камнями или в расщелинах. Питаются различными беспозвоночными.
Яйцекладущие земноводные. Самки откладывают до 50 яиц.
Живут от южной Канады до восточных штатов США.

## Классификация
В род включают следующие виды:
- Eurycea aquatica
- Двухлинейная саламандра (Eurycea bislineata)
- Eurycea chamberlaini
- Eurycea chisholmensis
- Eurycea cirrigera
- Eurycea guttolineata
- Пунктирная саламандра (Eurycea junaluska)
- Eurycea latitans
- Eurycea longicauda
- Сумеречная саламандра (Eurycea lucifuga)
- Eurycea multiplicata
- Eurycea nana
- Eurycea naufragia
- Eurycea neotenes
- Eurycea pterophila
- Карликовая саламандра (Eurycea quadridigitata)
- Техасская саламандра (Eurycea rathbuni)
- Белая саламандра (Eurycea robusta)
- Eurycea sosorum
- Eurycea spelaea
- Eurycea tonkawae
- Eurycea tridentifera
- Eurycea troglodytes
- Eurycea tynerensis
- Eurycea wallacei
- Eurycea waterlooensis
- Eurycea wilderae